# Malacosteus australis
Malacosteus australis är en fiskart som beskrevs av Christopher P. Kenaley 2007. Malacosteus australis ingår i släktet Malacosteus och familjen Stomiidae. Inga underarter finns listade i Catalogue of Life.